# 劉虞

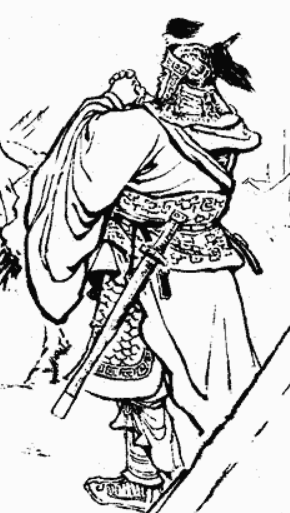
连环画《三国演义》（1957年版）中的刘虞画像

劉虞（？—193年），字伯安，東海郯（今山东省郯城县）人，漢光武帝刘秀之子東海恭王劉彊的五世孙。先後為幽州刺史、甘陵國相、宗正、大司馬、襄賁侯、太傅。
劉虞與公孫瓚日漸不和，初平四年（193年）集合十萬人攻瓚，但被手下公孫紀出賣，受公孫瓚反擊潰敗，逃往居庸，終被俘虜，受公孫瓚誣蔑謀反後斬於薊。
因劉虞是當代聲望極高的皇親國戚，個性溫厚仁慈，公孫瓚殺劉虞後身敗名裂，受多方責難、大失人心，亦給了袁紹興兵討伐的藉口。

## 生平

### 初為小吏
劉虞早年通过举孝廉担任曹吏，因能履行職務而獲升為郡吏。後因累積政績升為博平令、幽州刺史、甘陵相等。

### 政績顯著
劉虞任幽州刺史期間，為人清廉節儉，以禮義感化民眾，在鮮卑、烏桓、夫餘、濊貊等外族間有崇高威望，隨時朝貢，不敢侵擾。在張純勾結烏丸丘力居反叛時，亦能說服丘力居等投降，並交出張純。幽州本為窮州，需要青、冀兩州補貼官務開支，但當時因戰亂交通斷絕，無法調度金錢。劉虞從開放上谷的市場與外族交易及開採漁陽的鹽鐵礦取得收入，令百余萬流亡至此的青州徐州人安居樂業。

### 忠於皇帝
初平元年（190年），韓馥、袁紹及山東諸將欲拥立劉虞为汉朝皇帝，劉虞厲色拒絕。命令田疇、鮮于銀等出使長安拜見漢獻帝。獻帝欲往劉虞處，派劉虞子劉和求劉虞派兵接回自己，但劉和在途中被袁術扣留，劉虞不理公孫瓚力阻，應袁術的要求派出迎天子的士兵到袁術那裡，公孫瓚怕此事被袁術知道會招來怨恨，於是派其從弟公孫越支援袁術，並勸說袁術奪走那些兵馬。

### 伯珪反目
在針對外族的政策執行上，劉虞的懷柔政策與公孫瓚的武力政策互相衝突，公孫瓚亦常破壞其上司的施政肆意殺伐。忍無可忍之下劉虞決定集結兵馬十萬餘人解決公孫瓚，從事代郡程緒試圖勸阻，被劉虞問斬。然而從事公孫紀因公孫瓚同姓厚待，出賣劉虞把其計劃告知了公孫瓚。
公孫瓚當時因部眾分散在外，遂想逃脫。由於宅心仁厚的劉虞下令士兵不能焚燒民居，而其士兵不善戰事，導致久攻不下，公孫瓚急募得兵數百後縱火反擊，由此劉虞大敗只能逃往居庸。其後公孫瓚發兵追擊，只消三日就攻陷居庸俘虜劉虞，隨即誣蔑他早前與袁紹合謀意欲稱帝，並說：「若劉虞真的是天子，天就應該要以刮風大雨來相救。」正好當時乾旱沒能下雨，得以藉此將劉虞斬於薊城。

### 去世後
劉虞被傳首京師，故吏尾敦於路上劫劉虞首級埋葬。

## 軼事
劉虞精通五經，天生性格節儉，穿著樸素，不吃大魚大肉，衣冠破了也補過再穿，即使身旁有很多奢華的人，亦不改劉虞節儉的想法。
中平二年（185年），南宮發生火災，官吏還要州郡的民眾捐獻資金。當時富家人以自身家產或民眾財款出資，出身貧窮且清慎的人就沒辦法出資，甚至還自殺。反而漢靈帝當時以劉虞清貧的性格，特令不讓劉虞出錢。
然而在公孫瓚殺死劉虞後，手下闖進劉虞居所搜物時，見到他妻妾的服飾很豪華，因此遭到當時的人懷疑。

## 家庭

### 祖先
- 劉嘉，祖父，光祿勳。[6]
- 劉舒，父親，曾任丹陽郡太守。[7]

### 妻子
- 某氏，劉虞遂被公孫瓚大敗後，跟隨劉虞與官屬北奔居庸縣。公孫瓚追攻之，三日城陷，遂執劉虞與妻子還薊。劉虞以儉樸著稱，然而在公孫瓚殺死劉虞後，手下闖進劉虞居所搜物時，劉虞的妻妾服飾都很豪華，因此遭到當時的人懷疑。

### 子女
- 劉和，劉虞之子，侍中。曾被袁術捉為人質，後逃回袁紹處。劉虞被殺後與劉虞舊部等向公孫瓚復仇，令公孫瓚元氣大傷。

## 部下
- 公孫瓚，奮武將軍。以討烏桓為名累積勢力，不聽劉虞號令，劉虞本欲討伐，但反為公孫瓚知悉並殺害。
- 田疇，掾。受劉虞命令出使長安拜見獻帝。
- 魏攸，東曹掾，右北平人。劉虞欲討伐公孫瓚時作勸阻，因其認為公孫瓚尚有利用價值。
- 程绪，劉虞從事，代郡人。劉虞集結兵馬欲討公孫瓚，程緒脫下頭盔向劉虞行禮並進言，認為公孫瓚罪名未正，宜兵臨城下令公孫瓚自動投降。被劉虞以臨事阻議處斬[8]。
- 公孫紀，州從事。因公孫瓚以同姓而厚待，在劉虞集結兵馬欲討公孫瓚告密令公孫瓚成功逃脫。
- 鮮于輔，劉虞從事。劉虞被殺後與劉和向公孫瓚復仇，令公孫瓚元氣大傷。後曹操封為度遼將軍，封都亭侯，侍奉曹魏至魏文帝時代。
- 鮮于銀，劉虞從事，骑都尉。受劉虞命令出使長安拜見獻帝。劉虞被殺後與劉和向公孫瓚復仇，令公孫瓚元氣大傷。
- 齊周，劉虞從事。劉虞被殺後與劉和向公孫瓚復仇，令公孫瓚元氣大傷。
- 孫瑾，為常山相；張逸、張瓚，為常山掾。劉虞被殺後大罵公孫瓚，並一同自盡。
- 尾敦，刘虞故吏。刘虞被公孙瓒诬陷与袁绍合谋要当皇帝，胁迫使者段训将刘虞斩首，并送首级到京师。尾敦见后，便劫走刘虞的首级并安葬。
- 趙該，漁陽人，據《巵林》所提，為劉虞屬下別駕，有一姐名為趙愛兒。[9]

## 評價
- 後漢書評曰：「襄賁勵德，維城燕北。仁能洽下，忠以衛國。」

## 延伸阅读
[在维基数据编辑]
 《後漢書·卷73》，出自范晔《後漢書》